# Vị trí tài sản
Vị trí tài sản (AL) là một thuật ngữ được sử dụng trong tài chính cá nhân để chỉ cách các nhà đầu tư phân phối khoản đầu tư của họ trên các phương tiện tiết kiệm bao gồm tài khoản chịu thuế, tài khoản được miễn thuế (ví dụ: TFSA, Roth IRA, ISA, TESSAs), tài khoản hoãn thuế (ví dụ: RRSP Canada, American 401 (k) và IRA, SIPP của Anh, Tài khoản tiết kiệm hưu trí cá nhân Ireland (RPSA) và lương hưu Riester của Đức), tài khoản ủy thác (ví dụ: Quỹ tín thác niên kim của người cấp phép, quỹ tín thác bỏ qua thế hệ, quỹ tín thác từ thiện còn lại, quỹ tín thác khách hàng tiềm năng từ thiện), các hợp đồng bảo hiểm nhân thọ thay đổi, quỹ và tài khoản trong nước so với tài khoản nước ngoài. Trong khi phân bổ tài sản (AA) xác định tài sản nào sẽ sở hữu và theo tỷ lệ nào, AL xác định nơi những tài sản đó được nắm giữ. Trong khi mục tiêu của AA là tạo ra các danh mục đầu tư có lợi nhuận cao nhất cho mức độ rủi ro và tối ưu hóa mức độ rủi ro của các cá nhân theo khả năng chấp nhận rủi ro, mục tiêu và khung thời gian đầu tư của họ, thì mục tiêu của AL là tối đa hóa lợi ích của các loại tài khoản khác nhau - thường là để giảm thiểu thuế. Có những mục tiêu khác có thể là cá nhân (ví dụ: tính thanh khoản của tài sản, việc sử dụng vốn dự kiến, quyền riêng tư, v.v.).
Trong cuộc thảo luận dưới đây, thuế suất hiệu quả đối với bất kỳ tài sản nào phụ thuộc vào khung thuế cá nhân, cách xử lý của các quốc gia khác nhau đối với các loại thu nhập khác nhau, tần suất thực hiện nghĩa vụ thuế của cá nhân (ví dụ: lãi vốn chỉ chịu thuế khi được bán sau thời gian nắm giữ nhiều năm), sự kết hợp của các loại thu nhập được tạo ra bởi một tài sản và hiệu ứng thuế ròng bao gồm cả ghi nợ thuế và tín dụng (ví dụ: xử lý thu nhập cổ tức ở Canada và Vương quốc Anh). 
Phương pháp lựa chọn vị trí
Thuế suất
Mặc dù không có hỗ trợ học tập, nhưng thông thường (hiện đang giảm) khi nghe nói rằng các tài sản có thuế suất hiệu quả cao nhất nên được ưu tiên trong các tài khoản trú ẩn thuế. Điều này sẽ rất phù hợp trong 30 năm từ những năm 1980 đến những năm 2000 ở Bắc Mỹ, vì lãi suất giảm và tổng lợi nhuận của nợ phù hợp với lợi nhuận của vốn chủ sở hữu. Quy tắc này phụ thuộc vào giả định rằng tổng lợi nhuận từ các loại tài sản khác nhau là bằng nhau. Khi lãi suất thấp và dự kiến sẽ tăng, giả định đó sẽ không có giá trị.
Hiệu quả thuế
Một số liệu phổ biến khác để quyết định tài sản nào nên được ưu tiên là hiệu quả về thuế. Điều này bằng với số đô la thuế phải nộp cho mỗi khoản đầu tư gốc - bội số của tỷ lệ hoàn vốn của tài sản theo thuế suất hiệu quả của nó. Một cách khác để xem xét cùng một số liệu là sự khác biệt giữa tỷ lệ lợi nhuận danh nghĩa của tài sản và tỷ lệ hoàn vốn sau thuế của nó.  Chỉ số này chỉ đo lường các lợi ích tránh thuế của năm đầu tiên. Reed nhận thấy rằng số liệu này không thể áp dụng trong suốt vòng đời của các tài khoản. Với hai tài sản có cùng hiệu quả về thuế, tài sản có tỷ suất lợi nhuận lớn hơn sẽ luôn tạo ra lợi ích lớn hơn trong các tài khoản được miễn thuế. Ngay cả khi một tài sản có lợi nhuận cao có hiệu quả thuế thấp hơn, với đủ thời gian, nó sẽ tạo ra nhiều lợi ích hơn.  Chỉ khi thuế suất hiệu quả rất thấp, tầm quan trọng của nó so với tỷ suất lợi nhuận cũng mạnh hoặc mạnh hơn.
Quyền lợi tích lũy
Chris Reed tính toán khoản tiết kiệm thuế tích lũy trong các khoảng thời gian khác nhau từ tăng trưởng miễn thuế. Đối với các tài khoản hoãn thuế, có thể có thêm tiền thưởng (hoặc tiền phạt) từ thuế suất thấp hơn (hoặc cao hơn) đối với việc rút tiền so với đóng góp. Tài sản có lợi ích lớn nhất được ưu tiên vào nơi trú ẩn thuế. Ông chỉ ra rằng việc cân bằng lại với một số phân bổ tài sản sẽ làm giảm lợi ích từ vị trí tài sản.  Ông kết luận rằng 'tất cả phụ thuộc' và các quy tắc may rủi, phán đoán tình huống dựa trên kinh nghiệm là không hợp lệ. Ví dụ: với đủ thời gian, tài sản có lợi nhuận cao tạo ra lợi ích lớn nhất từ tăng trưởng miễn thuế, nhưng có thể không có đủ thời gian hoặc tài sản có lợi nhuận cao có thể dẫn đến một danh mục đầu tư đủ lớn để tạo ra hình phạt từ thuế suất rút tiền cao hơn.
Các loại tài sản
Lời khuyên phổ biến là xác định vị trí các tài sản không hiệu quả về thuế (chẳng hạn như trái phiếu và ủy thác đầu tư bất động sản) trong các tài khoản được ưu đãi về thuế. Điều này là để sử dụng đầy đủ bất kỳ khoản lãi vốn dài hạn hoặc trợ cấp lãi vốn có sẵn trong các tài khoản chịu thuế. Đặt các khoản đầu tư tạo thu nhập vào các tài khoản hoãn thuế hoặc không chịu thuế và đặt các khoản đầu tư vốn chủ sở hữu vào các tài khoản chịu thuế. Yếu tố quyết định rõ ràng là thuế suất hiệu quả đối với thu nhập của tài sản. Vì lý do tương tự, trái phiếu miễn thuế, chứng chỉ tiết kiệm quốc gia và các chứng khoán đặc quyền về thuế tương tự khác được đặt tốt nhất trong các tài khoản chịu thuế đầy đủ. Shoven và Sialm đã cung cấp một phân tích về điểm quyết định khi thu nhập tạo ra cổ phiếu nên được che chở và lựa chọn danh mục đầu tư tối ưu cho từng loại tài khoản. Cổ phiếu riêng lẻ, quỹ chỉ số thụ động hoặc quỹ giao dịch trao đổi thường được coi là hiệu quả về thuế và do đó, được đặt tốt hơn trong các tài khoản chịu thuế, khi các tài sản tạo ra thu nhập bị đánh thuế nặng hơn, chẳng hạn như trái phiếu, quỹ tín thác đầu tư bất động sản, v.v., có sẵn để tiết ra ở một địa điểm không phải chịu nhiều thuế. Các quỹ tương hỗ được quản lý tích cực hoặc quỹ tín thác đơn vị cũng có thể chứng minh là có vị trí tốt hơn trong các phương tiện được bảo vệ bằng thuế, bởi vì cổ phiếu được nắm giữ thông qua các trung gian tài chính có xu hướng bị đánh thuế nhiều hơn, do doanh thu cao, so với các cổ phiếu riêng lẻ do nhà đầu tư nắm giữ trong dài hạn, người có cơ hội lập kế hoạch thực hiện lãi và bù lỗ. Siegel và Montgomery chứng minh một cách thuyết phục rằng thuế và lạm phát làm giảm đáng kể lợi nhuận kép, đặc biệt là đối với các nhà đầu tư cổ phiếu.
Một mô hình thay thế
William Reichenstein đề xuất một mô hình thay thế. Anh ta hoàn toàn bỏ qua những lợi ích tránh thuế của các tài khoản hoãn thuế và miễn thuế. Mục tiêu AL của anh ấy không phải là tối đa hóa những lợi ích đó. Ông sử dụng AL để tinh chỉnh quyết định AA bằng cách sử dụng tối ưu hóa phương sai trung bình (MVO) của lý thuyết danh mục đầu tư hiện đại. MVO sử dụng phương tiện, phương sai và ma trận đồng phương sai của tất cả các tài sản, cùng với chức năng tiện ích để quản lý khả năng chấp nhận rủi ro.  Khi tài sản được giữ trong tài khoản chịu thuế, phương tiện và phương sai sau thuế của chúng sẽ nhỏ hơn so với tài khoản trong tài khoản trú ẩn thuế. Reichenstein coi mỗi loại tài sản đều có một biến thể chịu thuế và một biến thể miễn thuế, với các chỉ số khác nhau của chúng. Quá trình MVO dẫn đến AA tối ưu cho cả tài sản chịu thuế và tài sản miễn thuế. AL nằm ngoài kết luận này.
Mô hình hành vi
Các cuộc khảo sát của các hộ gia đình đã chỉ ra rằng thường có một khoảng cách giữa nơi đặt tài sản và nơi một số người nghĩ rằng tài sản nên để ở đó, để cung cấp một kết quả thuế tối ưu. Mô hình tái cân bằng của Reed hiếm khi cho thấy sự khác biệt hơn 10% sau 30 năm, trừ khi rút tiền từ các tài khoản hoãn thuế ở mức thấp hơn. Vì vậy, số liệu thu được từ các hộ gia đình là chính xác. 
Roaming lập luận rằng sự bất an về thu nhập công việc, hình phạt và hạn chế rút tiền từ các tài khoản hoãn thuế giải thích lý do tại sao mọi người không hiệu quả về thuế với các khoản đầu tư của họ. Sự phù hợp của người sử dụng lao động trong các kế hoạch hưu trí đóng góp được xác định và cấu trúc của hệ thống an sinh xã hội cũng đóng một phần trong việc thúc đẩy các khoản đầu tư vốn chủ sở hữu thuế thấp vào các tài khoản được bảo vệ.
Bodie và Crane đã nghiên cứu những người tham gia TIAA-CREF và kết luận rằng các nhà đầu tư đã chọn phân bổ tài sản tương tự trong tài khoản chịu thuế và hoãn thuế của họ, mà ít quan tâm đến lợi ích của vị trí tài sản hiệu quả về thuế. 
Barber và Odean đã khảo sát hồ sơ môi giới và phát hiện ra rằng hơn một nửa số hộ gia đình nắm giữ trái phiếu chịu thuế trong tài khoản chịu thuế của họ, mặc dù có sẵn các lựa chọn thay thế và sở thích nắm giữ quỹ tương hỗ vốn chủ sở hữu trong tài khoản hưu trí dường như mạnh hơn so với việc nắm giữ trái phiếu chịu thuế. 
Các bình luận viên khác cho rằng các quyết định liên quan đến việc sử dụng vốn chủ sở hữu nhà và nợ thế chấp để thay thế cho nợ tiêu dùng, đã thúc đẩy sự lựa chọn vị trí danh mục đầu tư. Một ví dụ lý tưởng hóa cho thấy rằng trong khoảng thời gian 25 năm, sự khác biệt giữa các lựa chọn vị trí tài sản cực đoan mang lại lợi nhuận kép 18%. 
Tài liệu tham khảo
1. Brunel, Jean. 2001. “Asset Location—The Critical Variable: A Case Study.”. , vol. 4, no. 1 (Summer):27–43.
2. ,  Chester S. Spatt and Harold H. Zhang, “Optimal Asset Location and Allocation with Taxable and Tax-Deferred Investing”, Journal of Finance, Vol. LIX, No. 3 June 2004.
3.  
4. 
5. 
6. , The Research Foundation of , 2006.
7. 
8. 
9. 
10. 
11. 
12. 
13. 
14.  May 6, 2012, at the 
15. . September 28, 2011, at the 
16. 
1. ↑  Journal of Wealth Management
2. ↑  Robert M. Dammon
3. ↑  Boglehead Wiki, “Principles of Tax-Efficient Fund Placement”
4. ↑  C.Reed, “Rethinking Asset Location - between tax-deferred, tax-exempt and taxable accounts”, August 2013.
5. ↑   "Rethinking Asset Location"
6. ↑   "Rethinking Asset Location" William W. Jennings and William Reichenstein, “The Literature of Private Wealth Management”
7. ↑   CFA Institute
8. ↑   James Poterba, John Shoven & Clemens Sialm, “Asset Location for Retirement Savers”, Chapter 10, Private Pensions and Public Policies
9. ↑   John B. Shoven and Clemens Sialm, “Asset Location in Tax-Deferred and Conventional Savings Accounts”, NBER Working Paper No. 7192, June 1999, JEL No. G11,G23,H24
10. ↑  Laurence B. Siegel and David Montgomery, “Stocks, Bonds, and Bills after Taxes and Inflation.” Journal of Portfolio Management, vol. 21, no. 2 (Winter 1995):17–25.
11. ↑  William Reichenstein, “Asset Allocation and Asset Location Decisions Revisited”, Journal of Wealth Management, Summer 2001
12. ↑   Gene Amromin, “Precautionary Savings Motives and Tax Efficiency of Household Portfolios:An Empirical Analysis”, in Tax Policy and the Economy, Volume 22, University of Chicago Press, July 2008
13. ↑  Zhe Li, “Retirement Savings and Portfolio Choices in Taxable and Tax-Deferred Accounts”, Stony Brook University, September 2009
14. ↑  Bodie, Zvi, and Dwight B. Crane. 1997. “Personal Investing: Advice, Theory and Practice.” Financial Analysts Journal, vol. 53, no. 6 (November/December):13–22
15. ↑  Brad M. Barber and Terrance Odean, “Are Individual Investors Tax Savvy? Evidence from Retail and Discount Brokerage Accounts”, Forthcoming: Journal of Public Economics, October 2002. Archived
16. ↑  Wayback Machine
17. ↑  Dean Maki, “Portfolio Shuffling and Tax Reform”, National Tax Journal, Vol 49 no. 3 (September 1996) pp. 317-329. Archived
18. ↑  Wayback Machine
19. ↑  Daniel Bergstresser and James Poterba, “Asset Allocation and Asset Location: Household Evidence from the Survey of Consumer Finances”, NBER Working Paper No. 9268, October 2002, JEL No. H2, G2